# دامدی (استان قوستانای)
دامدی (انگلیسی: Damdi) یک شهرک در استان قوستانای کشور قزاقستان است.